# Piresia sympodica
Piresia sympodica är en gräsart som först beskrevs av Johann es Christoph Christian Döll, och fick sitt nu gällande namn av Jason Richard Swallen. Piresia sympodica ingår i släktet Piresia och familjen gräs. Inga underarter finns listade i Catalogue of Life.